# Ron Escheté
Ronald Patrick Escheté (Houma, 19 augustus 1948) is een Amerikaanse jazz-gitarist. Hij bespeelt de zevensnarige gitaar.
Escheté, die beïnvloed is door gitaristen als Wes Montgomery en Jim Hall, was als tiener lid van een kwartet en speelde in clubs in Los Angeles. Hij studeerde klassieke gitaar en fluit aan Loyola University. Na zijn afstuderen toerde hij met Buddy Greco. Hij speelde en nam op met vibrafonist Dave Pike en (tot ver in de jaren negentig) pianist Gene Harris en werkte samen met allerlei groten in de jazz, waaronder Ella Fitzgerald en Dizzy Gillespie. Eind jaren zeventig verschenen zijn eerste albums als leider, in 1984 nam hij zijn eerste solo-platen op, voor het grote label Concord. De laatste jaren is hij actief met een trio met bassist Todd Johnson en drummer Kendall Kay. Ook werkt hij regelmatig samen met klarinettist Mort Weiss.
Als sideman is Escheté te horen op opnames van Milt Jackson, Ray Brown, Ernestine Anderson, JackMcDuff, Mary Stallings, James Zollar, Dewey Erney en anderen.
Escheté is ook actief als educator, hij gaf les aan allerlei collegesen universiteiten waaronder Loyola University en Louisiana State University in New Orleans. Tevens schreef hij enkele leerboeken.

## Discografie
- Spirit's Samba, JAS Records, 1977
- To Let You Know I Care, Muse Records, 1978
- Line Up, 1980
- Stump Jumper (solo), Concord, 1984
- Christmas Impressions (solo), Concord, 1984
- Mo' Strings Attached (trio), Jazz Alliance, 1993
- A Closer Look (solo), Concord, 1994
- Rain or Shine (trio), Concord, 1995
- Soft Winds (trio), Concord, 1996
- The Sunset Hours (trio), Holt Recordings, 1998
- Live at Rocco (trio), RevJazz Music, 2000
- Homeward Bound, RevJazz Music, 2003
- In the Middle: Live at Spazio (trio), RevJazz Music, 2006

## Referentie
- Website Ron Escheté

- Bibliothèque nationale de France: cb14175500x (data)
- Gemeinsame Normdatei: 134567579
- International Standard Name Identifier: 0000 0000 5518 5912
- Library of Congress Control Number: n93079113
- MusicBrainz: ed4b56af-bfc2-4ca6-b1c5-e9df7cf8a88c
- Nederlandse Thesaurus van Auteursnamen: 074947176
- Système universitaire de documentation: 082684618
- Virtual International Authority File: 56819684
- WorldCat: E39PBJrGtktDpPgy3ytd4QckjC